# Shine (альбом Анни-Фрид Лингстад)
Shine (рус. Сияние) — сольный альбом шведской певицы Анни-Фрид Лингстад, выпущенный в сентябре 1984 года. Это последний на сегодняшний день студийный альбом исполнительницы на английском языке. Альбом несколько раз переиздавался, а в 2005 году прошёл цифровой ремастеринг и был дополнен двумя дополнительными песнями. Выход пластинки сопровождался изданием нескольких синглов и видеоклипов. Shine попал в десятку лучших в чартах альбомов в Швеции и Норвегии, отметился в национальных хит-парадах Нидерландах, Германии и Швейцарии.

## История создания

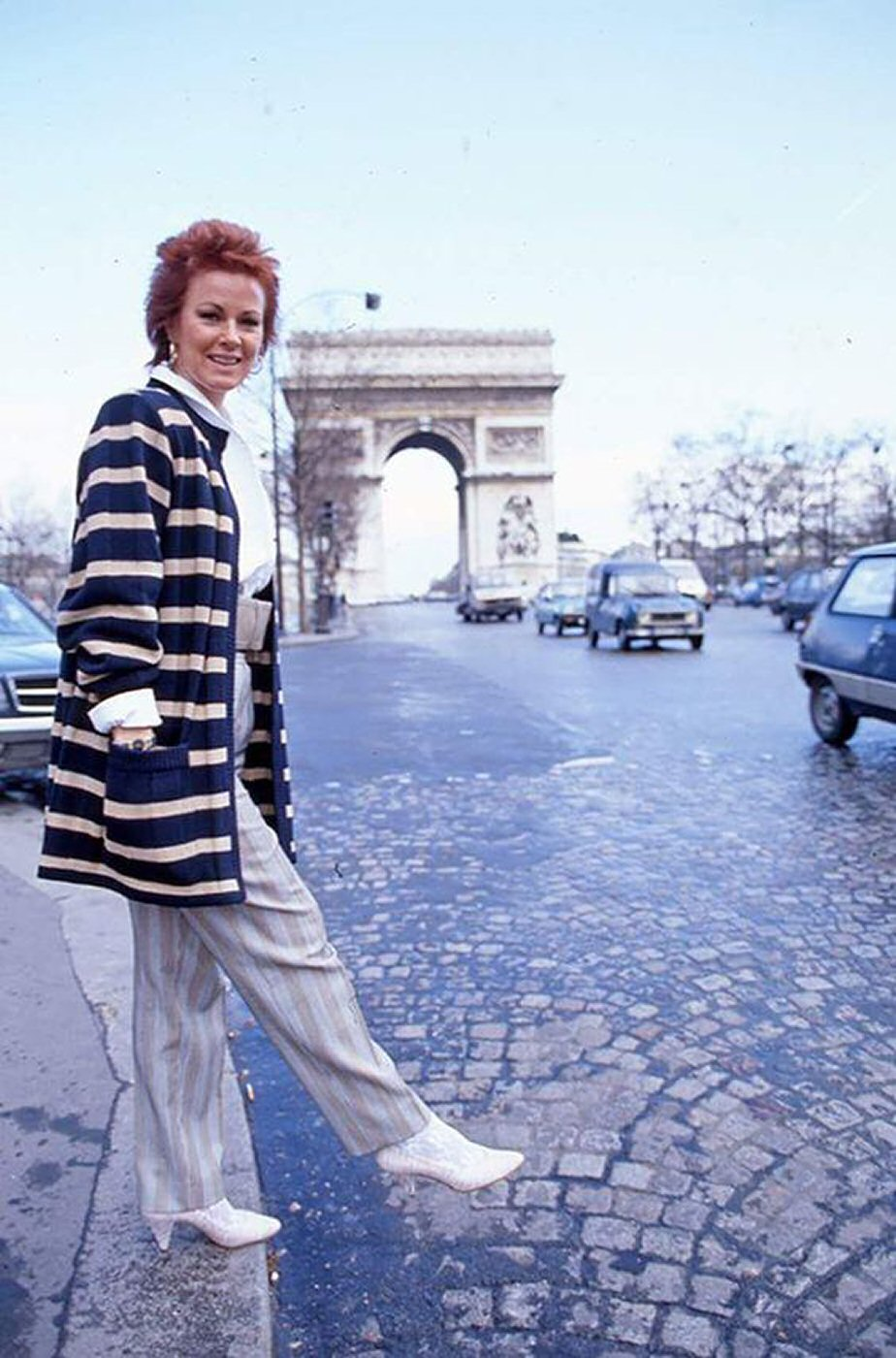

Запись альбома началась 1 февраля 1984 года в парижской студии Grande Armée. Продюсером альбома стал 29-летний Стив Лиллиуайт, и он уже зарекомендовал себя работой с известными музыкантами Питером Гэбриэлом, Rolling Stones и U2. Во время записи Something’s Going On и Shine Фрида хотела дистанцироваться от «типичного поп-звучания ABBA» и попробовать новые направления. Лиллиуайту удалось привнести в звучание альбома даже более современные и сложные образы, чем Филу Коллинзу, продюсировавшему предыдущий альбом певицы Something Going On. В фильме Frida – The DVD, говоря о Shine и о его неспособности повторить коммерческий успех своего предшественника, сама Лингстад говорит, что «возможно, этот альбом стал слишком современным для своего времени». Альбом, будучи вторым международным альбомом певицы, стал четвёртым студийным альбомом в её дискографии, получил известность в странах Скандинавии, состоялись концерты в Норвегии, Швеции и Финляндии

## Музыка
Shine включает в себя песни таких музыкантов, как Стюарт Адамсон, Кирсти Макколл, Саймон Клайми (известный по поп-дуэту Climie Fisher) и Пит Гленистер (соавтор и продюсер Элисон Мойе), а также композиции написанные самой Анни-Фрид — «Don’t Do It» и «That’s Tough». В последней соавтором выступил сын певицы — Ханс Фредрикссон. Песня «Slowly» написана бывшими коллегами по ABBA Бенни Андерссоном и Бьорном Ульвеусом. Она является последней песней, написанной композиторами ABBA для релиза одной из бывших вокалисток ABBA.
Лидирующим синглом с альбома стал заглавный трек «Shine», попавший в хит-парады синглов в Швеции (6-е место), Бельгии (9-я место, фландрийская часть чарта), Нидерландов (19-е место) и ФРГ (51-е место). В некоторых странах были выпущены в виде синглов также «Twist in the Dark», «Come to Me (I Am Woman)» и «Heart of the Country».

## Список композиций
| №  | Название            | Автор(ы)                                 | Длительность |
| -- | ------------------- | ---------------------------------------- | ------------ |
| 1. | «Shine»             | Кевин Джарвис, Гай Флетчер, Джереми Бёрд | 4:39         |
| 2. | «One Little Lie»    | Саймон Клайми, Кирсти Макколл            | 3:44         |
| 3. | «The Face»          | Даниэль Балавуан, Кирсти Макколл         | 3:40         |
| 4. | «Twist in the Dark» | Энди Лик                                 | 3:43         |
| 5. | «Slowly»            | Бенни Андерссон, Бьорн Ульвеус           | 4:34         |

| №  | Название                  | Автор(ы)                                     | Длительность |
| -- | ------------------------- | -------------------------------------------- | ------------ |
| 1. | «Heart of the Country»    | Стюарт Адамсон                               | 4:38         |
| 2. | «Come to Me (I Am Woman)» | Эдди Хауэлл, Дэвид Дандас                    | 5:04         |
| 3. | «Chemistry Tonight»       | Пит Гленистер, Саймон Клайми, Кирсти Макколл | 4:56         |
| 4. | «Don’t Do It»             | Анни-Фрид Лингстад                           | 4:37         |
| 5. | «Comfort Me»              | Пит Гленистер                                | 4:28         |

| №  | Название               | Автор(ы)                                             | Длительность |
| -- | ---------------------- | ---------------------------------------------------- | ------------ |
| 1. | «That’s Tough»         | Анни-Фрид Лингстад, Ханс Фредрикссон, Кирсти Макколл | 5:03         |
| 2. | «Shine» (extended mix) | Кевин Джарвис, Гай Флетчер, Джереми Бёрд             | 6:31         |

### Комментарии
- Песни «That’s Tough» и «Shine» (extended mix) были добавлены в альбом в качестве бонусных треков после перезаписи в цифровом виде в 2005 году Хенриком Йонссоном из Masters of Audio, Стокгольм.

## Участники записи
| Музыканты: - Анни-Фрид Лингстад — вокал, бэк-вокал - Тони Левин — бас-гитара - Пит Гленистер — электрогитара, акустическая гитара - Саймон Клайми — клавишные инструменты, синтезаторы, клавесин, бэк-вокал - Марк Брезики — ударные инструменты - Марк Шантро — перкуссия - Кирсти Макколл — бэк-вокал | Задействованный в производстве персонал: - Стив Лиллиуайт — продюсер - Говард Грей — звукорежиссёр - Фредерик Делафэй — помощник инженера - Дэвид Эдвардс — координатор студии - Томас Йоханссон — координатор альбома - Гёрель Хансен — координатор альбома - Стиккан Андерссон — исполнительный продюсер - Хайнц Ангермайр — фото на обложке - Кей Бонд — стилист |

Цифровая запись и микширование проводились в Studios de la Grande Armée, Париж, Франция

## Позиции в хит-парадах
Еженедельные чарты:
| Название чарта       | Наивысшая позиция | Пребывание в чарте | Источник(и)   |
| -------------------- | ----------------- | ------------------ | ------------- |
| UK Albums Chart      | 67                | 1 неделя           | [ 9 ]         |
| Media Control Charts | 49                | 2 недели           | [ 10 ] [ 11 ] |
| MegaCharts           | 21                | 3 недели           | [ 11 ]        |
| VG-lista             | 10                | 4 недели           | [ 12 ]        |
| Schweizer Hitparade  | 29                | 1 неделя           | [ 13 ]        |
| Sverigetopplistan    | 6                 | 5 недель           | [ 14 ]        |

## Видеоклипы
- Frida — «Shine»
- Frida — «Twist in the Dark»